# Zagubione serca
Zagubione serca (ang. Random Hearts) – amerykański melodramat z 1999 roku na podstawie powieści Warrena Adlera.

## Główne role
- Harrison Ford jako sierżant William „Dutch” Van Den Broeck
- Kristin Scott Thomas jako Kay Chandler
- Charles S. Dutton jako Alcee
- Bonnie Hunt jako Wendy Judd
- Dennis Haysbert jako detektyw George Beaufort
- Sydney Pollack jako Carl Broman
- Susanna Thompson jako Peyton Van Den Broeck

## Fabuła
Sierżant Bill „Dutch” Van Den Broeck (Harrison Ford) wiedzie szczęśliwe życie u boku żony Peyton. Pewnego dnia kobieta leci samolotem w sprawach służbowych do Miami. Wkrótce okazuje sie, że doszło do katastrofy i nikt z samolotu nie przeżył. Na liście pasażerów był również mąż, zasiadającej w kongresie Stanów Zjednoczonych, Kay Chandler (Kristin Scott Thomas) – Cullen Chandler. Po jakimś czasie okazuje się, że Peyton i Cullen byli kochankami i, podając się za parę, lecieli razem do Miami. „Dutch” uświadamia sobie prawdę i kontaktuje się z Kay. Oboje udają się do Miami, aby zbadać tę zagadkę. Podróż zbliża ich do siebie.